# Usteria guineensis
Usteria guineensis là một loài thực vật có hoa trong họ Mã tiền. Loài này được Willd. miêu tả khoa học đầu tiên năm 1792.

## Hình ảnh

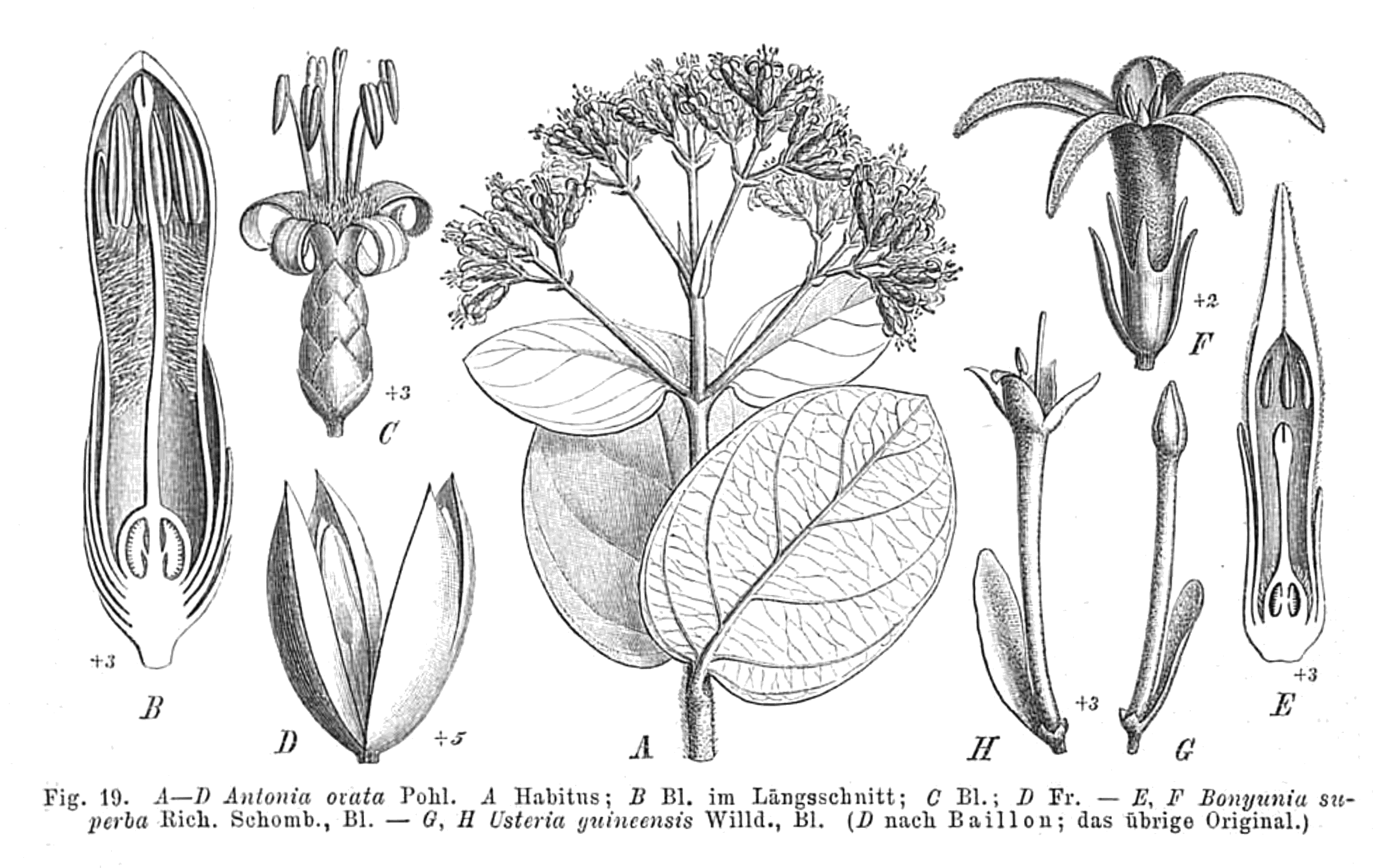